# Mosambikanische Basketballnationalmannschaft
Die mosambikanische Basketballnationalmannschaft der Herren vertritt Mosambik bei Basketball-Länderspielen. Bereits kurz nach dem Beitritt des mosambikanischen Verbandes zum Weltverband FIBA 1978 konnte sich die Auswahl der Herren 1981 für eine Endrunde der Basketball-Afrikameisterschaft qualifizieren.
Während die angolanische Auswahl der ehemaligen portugiesischen „Schwesterkolonie“ im südlichen Afrika anschließend zur dominierenden Kraft auf dem afrikanischen Kontinent avancierte, konnte sich die mosambikanische Auswahl nach einem fünften Platz 1983 ab 1985 zehn Jahre lang nicht mehr für eine kontinentale Endrunde qualifizieren.
Seit 1995 ist man aber wieder regelmäßiger Teilnehmer an der afrikanischen Endrunde, ohne sich im Unterschied zur Damenauswahl im Vorderfeld zu platzieren oder gar eine Qualifikation für eine globale Endrunde zu erreichen.

## Kader
| Spieler | Spieler            | Spieler           | Spieler | Spieler | Spieler  | Spieler            |
| Nr.     | Name               | Geburt            | Größe   | Info    | Einsätze | Verein             |
| ------- | ------------------ | ----------------- | ------- | ------- | -------- | ------------------ |
|         |                    | Guards (PG, SG)   |         |         |          |                    |
| 5       | Samora Mucavel     | 09.09.1986        | 183     |         |          | CD Maxaquene       |
| 7       | Silvio Letela      | 06.12.1982        | 190     |         |          | CD Maxaquene       |
| 8       | Amarildo Matos     | 12.03.1985        | 182     |         |          | SC Lusitânia       |
| 9       | Ermelindo Novela   | 20.02.1991        | 184     |         |          | Ferroviário Maputo |
| 13      | Pio da Silva Matos | 29.11.1990        | 185     |         |          | Desportivo Maputo  |
|         |                    | Forwards (SF, PF) |         |         |          |                    |
| 4       | Fernando Mandlate  | 11.08.1985        | 192     |         |          | CD Maxaquene       |
| 6       | David Canivete     | 09.08.1989        | 193     |         |          | Desportivo Maputo  |
| 10      | Stélio Nuaila      | 24.04.1985        | 196     |         |          | CD Maxaquene       |
| 12      | Octàvio Magoliço   | 04.10.1984        | 198     |         |          | Ferroviário Beira  |
| 14      | Armando Baptista   | 02.06.1985        | 199     |         |          | Ferroviário Maputo |
|         |                    | Center (C)        |         |         |          |                    |
| 11      | Custodio Muchate   | 06.05.1982        | 200     |         |          | Ferroviário Maputo |
| 15      | Edson Monjane      | 02.02.1989        | 200     |         |          | Ferroviário Beira  |

| Trainer  | Trainer        | Trainer  |
| Nat.     | Name           | Position |
| -------- | -------------- | -------- |
| Mosambik | Milagre Macome |          |

| Legende                  | Legende            |
| Abk.                     | Bedeutung          |
| ------------------------ | ------------------ |
| (C)                      | Mannschaftskapitän |
| Quellen                  |                    |
| Teamhomepage             |                    |
| Ligahomepage             |                    |
| Stand: 23. November 2013 |                    |

| Legende                  | Legende            |
| Abk.                     | Bedeutung          |
| ------------------------ | ------------------ |
| (C)                      | Mannschaftskapitän |
| Quellen                  |                    |
| Teamhomepage             |                    |
| Ligahomepage             |                    |
| Stand: 23. November 2013 |                    |

## Abschneiden bei internationalen Wettbewerben
| - noch nie qualifiziert |  | - noch nie qualifiziert |

### Afrikameisterschaften
| bis 1978 – nicht teilgenommen - 1980 – nicht qualifiziert - 1981 – 10. Platz - 1983 – 5. Platz - 1985 – 9. Platz - 1987 bis 1993 – nicht qualifiziert - 1995 – 8. Platz - 1997 – nicht qualifiziert | - 1999 – 10. Platz - 2001 – 10. Platz - 2003 – 11. Platz - 2005 – 11. Platz - 2007 – 14. Platz - 2009 – 14. Platz - 2011 – 10. Platz - 2013 – 11. Platz - 2015 – 11. Platz - 2017 – 12. Platz - 2021 – nicht qualifiziert |